# Korsnäs bröd

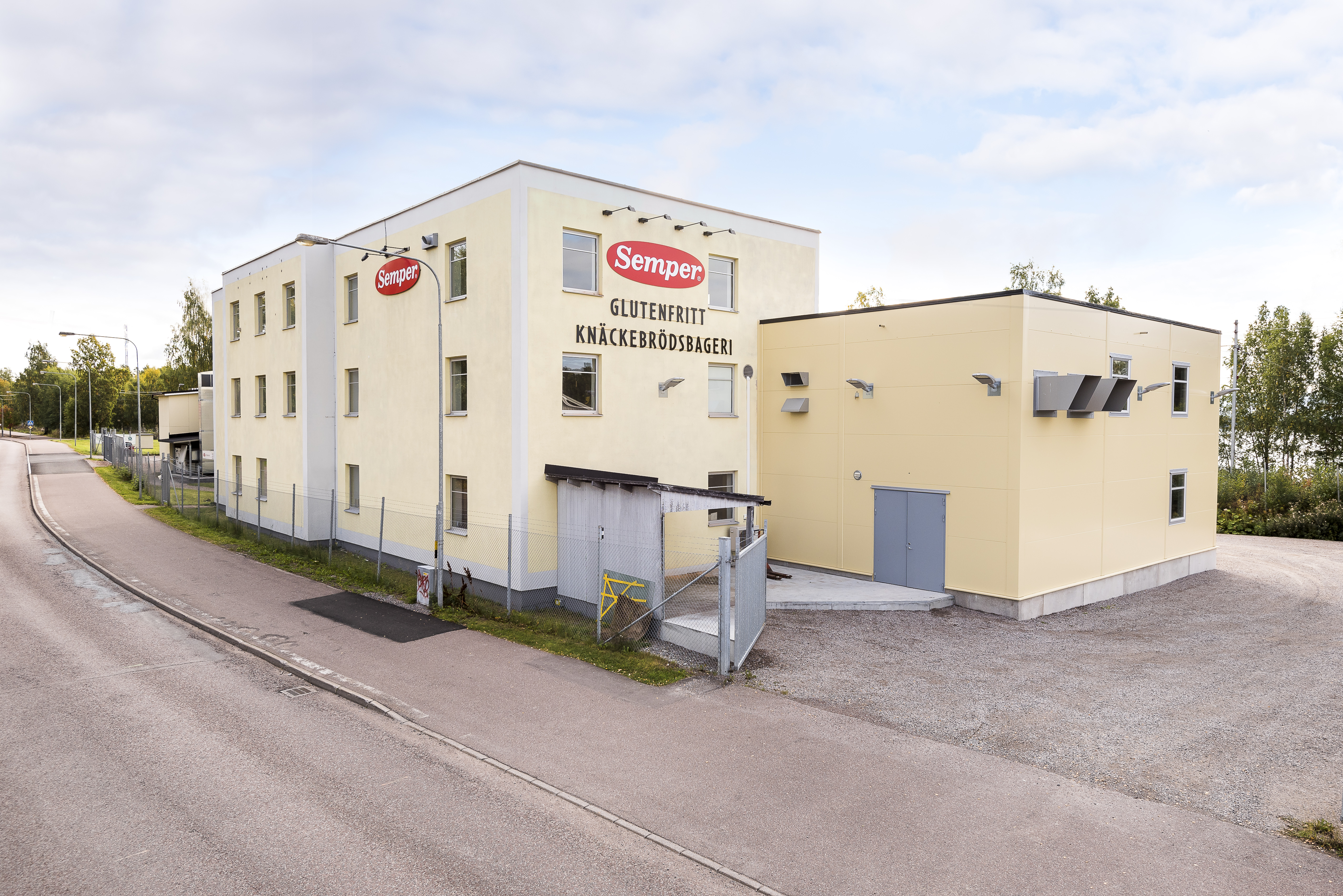
Korsnäs bageri 2017

Korsnäs bröd var ett familjeägt spisbrödsbageri i Korsnäs i Falun som etablerades på 1920-talet.
År 1988 inledde företaget, som då ägdes av bröderna Folke och Bengt Gustafsson, ett samarbete med Saltå kvarn. Bageriet började baka Saltå kvarns biodynamiska Rågknäcke och från 2007 bakade man också Saltå kvarns biodynamiska Dinkelknäcke.
Semper övertog verksamheten 2010 och då ställdes produktionen om till att endast baka glutenfria knäckebröd. Bageriet har sedan övertagandet helt renoverats och ökat produktionen. I september 2017 invigdes en utbyggnad som mer än fördubblade bageriets kapacitet från 900 ton per år, totalt 64 miljoner knäckebrödskivor, till 2400 ton per år. År 2017 arbetade 24 anställda i 3 skift i bageriet och bakade 10 olika sorter av knäckebröd. 50 procent av produktionen gick då på export, främst till Norden, men även till Tyskland, Schweiz, Benelux och Storbritannien.